# Racine passera comme le café

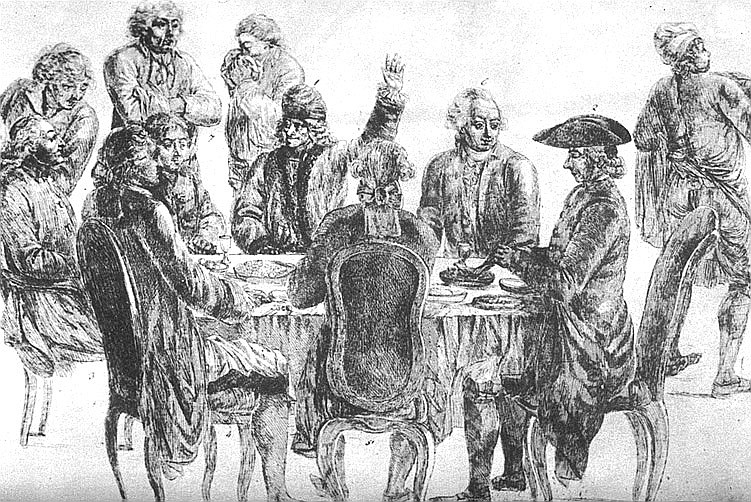
Wolter i inni filozofowie w Café Procope

Racine passera comme le café (pol. „Racine przeminie jak kawa”) – słowa przypisywane Madame de Sévigné (1626–1696). Miała ona je wypowiedzieć w czasach, gdy jednocześnie rosła popularność twórczości tragika Jeana Racine’a i kawy – do obu Madame de Sévigné żywiła niechęć. Słowa te, wobec utrzymującej się przez wieki popularności kawy i Racine’a, stały się symbolem podwójnie niespełnionej przepowiedni.
Słów tych Madame de Sévigné nie wypowiedziała, a co najmniej nie padły one nigdy w jej zachowanych pismach i listach. Już w czasach jej bliskich były one jej jednak szeroko przypisywane. Jest prawdą, że lekceważyła ona twórczość Racine’a i jednocześnie była zaniepokojona panującą modą na picie kawy, nigdy ich jednak ze sobą nie porównywała. Kawy obawiała się jako zjawiska nowego i modnego, wyrażała też zaniepokojenie o wpływ tego napoju na stan zdrowia swojej chorej córki. Ponad twórczość Racine’a wyraźnie przedkładała, przynależącą do wcześniejszej fazy rozwoju klasycyzmu francuskiego i bardzo od niej odmienną, twórczość Pierre’a Corneille’a.
Do przypisania omawianej sentencji Madame de Sévigné przyczynił się przede wszystkim i najwcześniej Wolter – próba wyjaśnienia jej pochodzenia polegać musi na porównaniu opinii, które Madame de Sévigné rzeczywiście wypowiedziała z pewnymi opiniamii Woltera. Po raz pierwszy zestawił on opinie markizy o Racinie i kawie w Wieku Ludwika XIV. 25 lat później w Liście do Akademii Francuskiej przypisał jej wypowiedzenie tych opinii wprost, w jednym zdaniu.
Wolter cenił twórczość Racine’a szczególnie wysoko, żywił wręcz do niej sentymentalne przywiązanie. W XVIII wieku picie kawy i kawiarnie stanowiły już fundament życia towarzyskiego Paryża, podczas gdy w wieku XVII były jedynie modną nowinką. Choć wysoko oceniał talent literacki markizy, zwłaszcza naturalność jej stylu, bardzo nisko cenił jej sądy o literaturze, uważał wręcz Madame de Sévigné za osobę pozbawioną gustu. Wydaje się więc, że zafrapowany dwoma jawnie fałszywymi i, choć niezależnymi od siebie, rzeczywiście wypowiedzianymi poglądami markizy, postanowił sam je zestawić, tworząc błyskotliwy paradoks.
Negatywny stosunek Madame de Sévigné do Racine’a spotkał się z krytyką nie tylko Woltera. W 1726 Bibliothèque françoise skrytykowała faworyzowanie przez markizę Corneille’a jako niesprawiedliwe. W 1736 Pierre Desfontaines w Observations sur les écrits modernes wyraził pogląd, że podziw dla Corneille’a uczynił ją ślepą na zalety jego rywala. Louis Racine (Mémoires sur la vie de Jean Racine, 1747) doszukiwał się w poglądach markizy nieracjonalnych pobudek i nadmiernej sztywności sądu. Z drugiej strony, negatywny stosunek Woltera do Madame de Sévigné sam spotkał się z krytyką, i to już w XVIII wieku. Do pierwszych obrońców markizy należał Jean-Baptiste-Antoine Suard, który uważał, że Madame de Sévigné rzeczywiście wypowiedziała słowa „Racine przeminie jak kawa”, starał się jednak osadzić je we właściwym kontekście historycznym.